# Джинеретт (Луїзіана)
Джинеретт (англ. Jeanerette) — місто (англ. city) в США, в окрузі Іберія штату Луїзіана. Населення — 4813 особи (2020).

## Географія
Джинеретт розташований за координатами 29°54′55″ пн. ш. 91°40′35″ зх. д. / 29.91528° пн. ш. 91.67639° зх. д. (29.915237, -91.676308).  За даними Бюро перепису населення США в 2010 році місто мало площу 6,07 км², з яких 5,93 км² — суходіл та 0,14 км² — водойми.

## Демографія
Згідно з переписом 2010 року, у місті мешкало 5530 осіб у 1980 домогосподарствах у складі 1386 родин. Густота населення становила 911 осіб/км².  Було 2262 помешкання (373/км²).
Расовий склад населення:
| - 66,7 % — чорних або афроамериканців - 31,2 % — білих - 0,4 % — азіатів - 0,2 % — корінних американців |

До двох чи більше рас належало 0,8 %. Частка іспаномовних становила 2,3 % від усіх жителів.
За віковим діапазоном населення розподілялося таким чином: 29,2 % — особи молодші 18 років, 57,1 % — особи у віці 18—64 років, 13,7 % — особи у віці 65 років та старші. Медіана віку мешканця становила 33,8 року. На 100 осіб жіночої статі у місті припадало 84,9 чоловіків;  на 100 жінок у віці від 18 років та старших — 81,1 чоловіків також старших 18 років.
Середній дохід на одне домашнє господарство  становив 43 845 доларів США (медіана — 33 238), а середній дохід на одну сім'ю — 47 913 долари (медіана — 35 822). Медіана доходів становила 31 359 доларів для чоловіків та 26 620 доларів для жінок. За межею бідності перебувало 28,1 % осіб, у тому числі 46,6 % дітей у віці до 18 років та 14,2 % осіб у віці 65 років та старших.
Цивільне працевлаштоване населення становило 1952 особи. Основні галузі зайнятості: виробництво — 15,2 %, освіта, охорона здоров'я та соціальна допомога — 15,0 %, роздрібна торгівля — 13,7 %, будівництво — 13,1 %.